# 氷雨 (松本清張)
『氷雨』（ひさめ）は、松本清張の短編小説。『小説公園』1958年4月増刊号に掲載され、1959年9月に短編集『紙の牙』収録の一作として、東都書房から刊行された。
1961年にテレビドラマ化されている。

## あらすじ
冷たい雨の降る夜、渋谷の割烹料理屋「ささ雪」は客足が乏しく、女中たちは馴染みの客に電話をかけて店に呼ぶ。加代は得意客に電話するも不在、もつれられてきそうで加代にとって気の重い川崎にやむなく電話をかけるが、川崎は意外にも「初枝は来ているかい？」と云う。初枝は二か月前に初めて店に入った最年少の若い女中だが、新参の割に腰が重く、妙になれなれしいところがあり、見ていて不愉快であった。来店した川崎の加代に対する口吻にこれまでになかった冷たさを感じ、初枝を残し他の得意筋に顔を出したのち川崎の座敷に戻った加代は、留守にした四十分間、初枝との間のただならぬ空気の形跡が残っているのを感じる。座敷の扱いがうまいとか客を沸かせるとかいう技術の自負だけが、加代らベテラン女中の支えであるが、近ごろの客は、そんなことよりも、やはり「若い」ほうがいいのだ。川崎が惜しいからではない、初枝なんかに負けるものか、一人でも自分の客をのがしてはならぬという焦燥が加代に起ってきた。

## エピソード
- 著者は「「氷雨」は、新宿辺の小料理屋小景として書いた。いささか古風だが、このような女の世界は銀座あたりでもみられる。これを書いたのは昭和三十三、四年ごろで、私は飲めない酒を新宿あたりの小料理屋にときどき飲みに行っていた」と記している[1]。
- 日本近代文学研究者の藤井淑禎は、本作を「折り紙付きの「埋もれたる傑作」」と評し、「一人の男をめぐる女同士の争いという表面的な意味の下に透けて見えている」この作品のより本質的な主題は「アマチュアの出現におびやかされる玄人の世界、ないしは新興勢力の台頭に揺さぶりをかけられる旧秩序」であり、売春防止法の登場によって、性の世界における棲み分け原則が崩れ、万事は金次第の濁流が玄人芸の世界を呑み込んでいったなかで「それを受け止めることができず、それゆえにみずからの存在の拠り所をも放棄して独り相撲のあげくに身を引いていった女のドラマ」と述べている[2]。

## テレビドラマ

### 1959年版
1959年11月27日（20:30-21:50）、NHKで放映。NHKエンタープライズが2007年に発行したDVDには、松本清張原作で脚本は西川清之との共作と記載されているが、本ドラマは小説「氷雨」とは登場人物が異なり、また汚職事件をテーマとしておりストーリー上の共通点は少ない。淡島千景主演。

### 1961年版
1961年5月22日、TBS系列の「ナショナル ゴールデン・アワー」枠（20:30-21:00）、「松本清張シリーズ・黒い断層」の1作として放映。
キャスト
- 加代：風見章子
- 初枝：野川美子
- すま：桜緋紗子
- みよ：旭輝子
- スミ子：広岡三栄子
- 川崎：深見泰三
- みさお：東郷晴子
- 安子：田中筆子
- 時子：田上嘉子

スタッフ
- 脚色：生田直親
- プロデューサー：逸見稔
- 制作：東京テレビ